# Democracia Regional Patagónica
Democracia Regional Patagónica (Nederlands: Democratisch Regionaal Patagonië, DRP) was een regionale politieke partij in Chili.
De partij werd in 2013 opgericht door de onafhankelijke senatoren Antonio Horvath en Carlos Bianchi Chelech onder de naam Democracia Regional als alternatief voor de centrumlinkse en centrumrechtse partijen die Chili domineren. In 2014 fuseerde de partij met de Partido Patagónico tot de Democracia Regional Patagónica. De partij maakte deel uit van de verkiezingsalliantie Yo Marco por el Cambio.
Democracia Regional Patagónica was met één senator vertegenwoordigd in het parlement van Chili.

## Verkiezingsuitslagen
| Jaar | Aantal afgevaardigden (totaal aantal zetels tussen haakjes) | Aantal senatoren (totaal aantal zetels tussen haakjes) |
| ---- | ----------------------------------------------------------- | ------------------------------------------------------ |
| 2013 | 0 (120)                                                     | 1 (38)                                                 |